# Antonio Mattiazzo

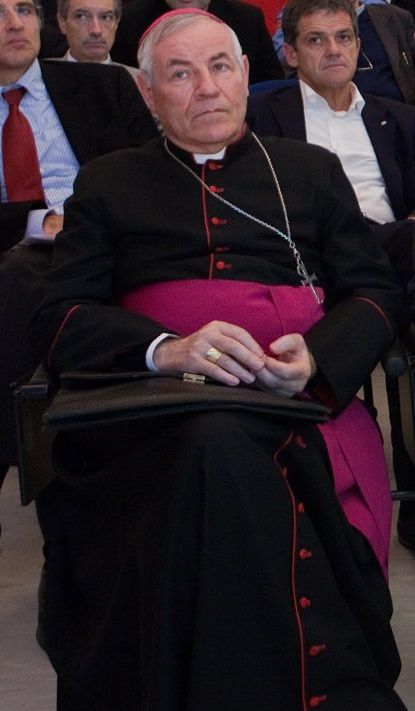
Erzbischof Antonio Mattiazzo (2011)

Antonio Mattiazzo (* 20. April 1940 in Rottanova di Cavarzere, Italien) ist ein römisch-katholischer Geistlicher und emeritierter Erzbischof ad personam von Padua.

## Leben

Erzbischofswappen von Antonio Mattiazzo

Antonio Mattiazzo trat 1951 in das Priesterseminar von Padua ein und empfing am 5. Juli 1964 die Priesterweihe. Anschließend setzte er bis 1968 seine Studien an der Päpstlichen Lateranuniversität sowie an der Päpstlichen Diplomatenakademie in Rom fort. Nachdem er in den folgenden Jahren als Sekretär verschiedener Nuntiaturen in Nord- und Mittelamerika tätig gewesen war, wurde er 1980 Berater der Sektion für die Beziehungen mit den Staaten im vatikanischen Staatssekretariat.
Papst Johannes Paul II. ernannte ihn am 16. November 1985 zum Titularerzbischof pro hac vice von Virunum und zum Apostolischen Pro-Nuntius in Burkina Faso und Niger und Apostolischen Nuntius in der Elfenbeinküste. Die Bischofsweihe spendete ihm Kardinalstaatssekretär und Kardinalpräfekt der Güterverwaltung des Apostolischen Stuhls, Agostino Casaroli, am 29. August desselben Jahres; Mitkonsekratoren waren Filippo Franceschi, Erzbischof ad personam von Padua, und Girolamo Bartolomeo Bortignon OFMCap, Altbischof von Padua. Als Wahlspruch wählte er Recapitulare omnia in Christo.
Am 5. Juli 1989 wurde er zum Erzbischof ad personam von Padua ernannt. Von 1989 bis 2003 war Mattiazzo Sekretär der regionalen Bischofskonferenz von Triveneto, deren Vizepräsident er von September 2011 bis Mai 2012 war. Seit 2006 ist er zudem Rektor der dortigen Theologischen Fakultät mit Sitz in Padua. In der Italienischen Bischofskonferenz ist er zudem Mitglied der Kommission für Kultur und soziale Kommunikationsmittel.
Am 18. Juli 2015 nahm Papst Franziskus seinen altersbedingten Rücktritt an.